# Richard Eyre
Pour les articles homonymes, voir Eyre.
Richard Eyre (né le 28 mars 1943 à Barnstaple en Angleterre) est un réalisateur, scénariste, monteur et producteur exécutif de cinéma et de télévision anglais.

## Biographie
Richard Eyre est marié avec Sue Birtwistle, productrice de télévision. Il a été anobli par la reine Élisabeth II d'Angleterre.

## Filmographie partielle

### Réalisateur

#### Cinéma
- 1983 : Guerres froides (The Ploughman's Lunch)
- 1983 : Loose Connections (en)
- 1984 : Laughterhouse (ou Singleton's Pluck)
- 2001 : Iris
- 2004 : Stage Beauty
- 2006 : Chronique d'un scandale (Notes on a Scandal)
- 2008 : The Other Man
- 2017 : My Lady (The Children Act)
- 2022 : Allelujah (en)

#### Télévision
- 1979-1981 : Play for Today (série télévisée)
- 1985 : Past Caring (télévision)
- 1986 : The Insurance Man (télévision)
- 1988 : Tumbledown (télévision)
- 1993 : Suddenly, Last Summer (télévision)
- 1995 : The Absence of War (télévision)
- 1998 : Performance (en) (télévision)
- 2000 : Rockaby (télévision)
- 2012 : The Hollow Crown, Henry IV, 1re et 2e partie (télévision)
- 2015 : L'Habilleur (en) (The Dresser) (télévision)
- 2018 : King Lear (télévision)

### Scénariste
- 1980 : Play for Today (série télévisée)
- 1998 : Performance (en) (télévision)
- 2000 : Changing Stages (télévision)
- 2001 : Iris

### Monteur
- 1994 : La Traviata (télévision)
- 1995 : Richard III

### Producteur exécutif
- 1978-1980 : Play for Today (série télévisée)
- 2004 : Stage Beauty
- 2007 : Reviens-moi (Atonement)

## Récompenses et distinctions

### Nominations
- 1997 : Il a été nommé au Prix Laurence Olivier pour sa réalisation dans John Gabriel Borkman
- 1997 : Il a été nommé au Broadway's Tony Award pour sa réalisation de David Hare
- 2002 : Il a été nommé au Broadway's Tony Award pour sa réalisation de Arthur Miller
- 2003 : Il a été nommé au Prix Laurence Olivier pour sa réalisation Vincent in Brixton

### Récompenses
- 1982 : Il a gagné le prix du meilleur réalisateur pour Guys and Dolls au London evening standard theatre award
- 1983 : Il a gagné le prix du meilleur réalisateur pour Guys and Dolls au Prix Laurence Oliviver
- 1995 : Pour ses mises en scène au théâtre, il a gagné le prix Patricia Rothermere
- 1996 : Il a gagné le prix du meilleur réalisateur pour John Gabriel Borkman, et Guys and Dolls au London Critics Circle theatre Award
- 1997 : Il a gagné le prix du meilleur réalisateur pour King Lear, et An Invention of Love au London evening standard theatre Award
- 1997 : Il a gagné le prix du meilleur réalisateur pour King Lear au London Critics Circle theatre Award
- 1997 : Il a gagné le prix de la mise en scène au théâtre au Prix Laurence Olivier
- 1998 : Il a gagné le prix du meilleur réalisateur pour King Lear au Prix Laurence Olivier

### Décorations
- Commandeur de l'ordre de l'Empire britannique (CBE, 1992)
- Chevalier (1997)
- Officier des Arts et des Lettres (1998)